# Bran, Brașov

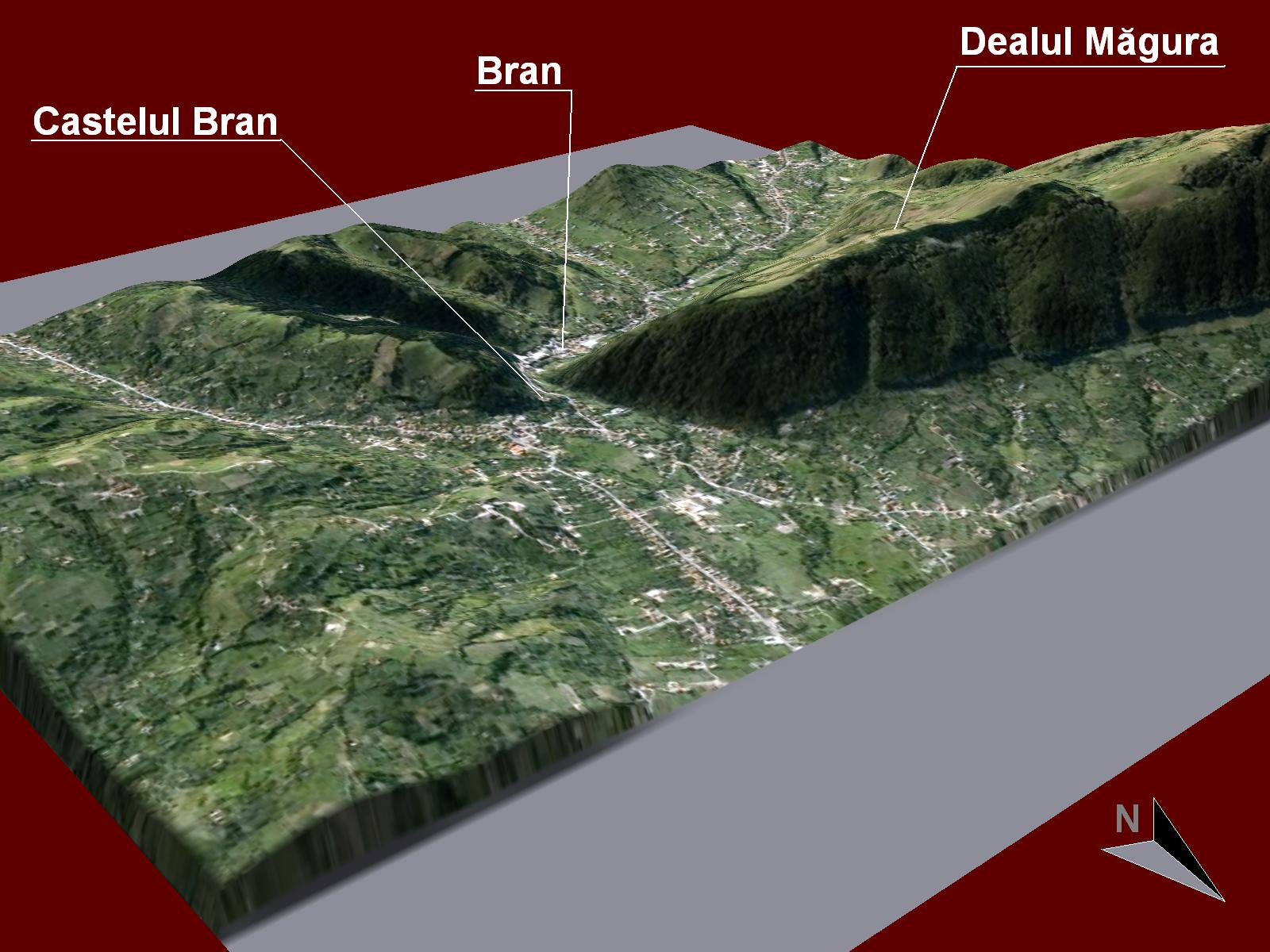
Pelucrare 3D a Branului. Elevație 130.

Bran, mai demult Bran-Poarta (în germană Törzdorf, Türzdorf sau Törzburg, în maghiară Törcsvár, varianta românească veche: Turciu) este satul de reședință al comunei cu același nume din județul Brașov, Transilvania, România.

## Etimologie
Toponimicul Bran e de origine slavă (în protoslavă borna, în cehă și slovacă brána, în poloneză brona, în ucraineană și rusă борона) cu semnificația de poartă. Cu toate aceasta, localitatea Bran nu avea nici o legătură cu satul Poarta, ele erau despărțite inițial de o pădure deasă de brad și fag, pădure ce se întindea dinspre sud-estul actualului castel până la actuala biserică ortodoxă a comunității Poarta.

## Istoric
Ordinul teutonic a început construcția unui fort din lemn (primul castel Bran, numit Dietrichstein) la începutul secolului al XIII-lea. După ce acesta a fost distrus de mongoli în 1242, Sigismund al Ungariei a început în 1377 construcția unui castel din piatră, timp în care așezarea Bran a început să se dezvolte în apropiere. Aflat pe o culme abruptă, castelul proteja o cale strategică de trecere între Transilvania și Valahia. În 1498 Branul a căzut în jurisdicția Brașovului.

## Evenimente locale
Măsuratul Laptelui, aflat la prima edițe în 2008, în perioada 19-20 iulie, are ca loc de desfășurare pârtia Zanoaga-Poartă, evenimentul a prezentat parada portului popular, concursuri atelaje, tracțiune greutăți, tăiere bușteni, foc de tabără și multe altele pe fundalul unei serbări câmpenești.
Răvășitul oilor este un eveniment anual, ce are loc la sfârșitul lunii septembrie, odată cu vremea rece. Este vorba de coborârea oilor de la munte și răvășirea turmelor, adică împărțirea oilor către proprietarii acestora. Această tradiție pastorală seculară a început să fie valorificată turistic.

## Monumente

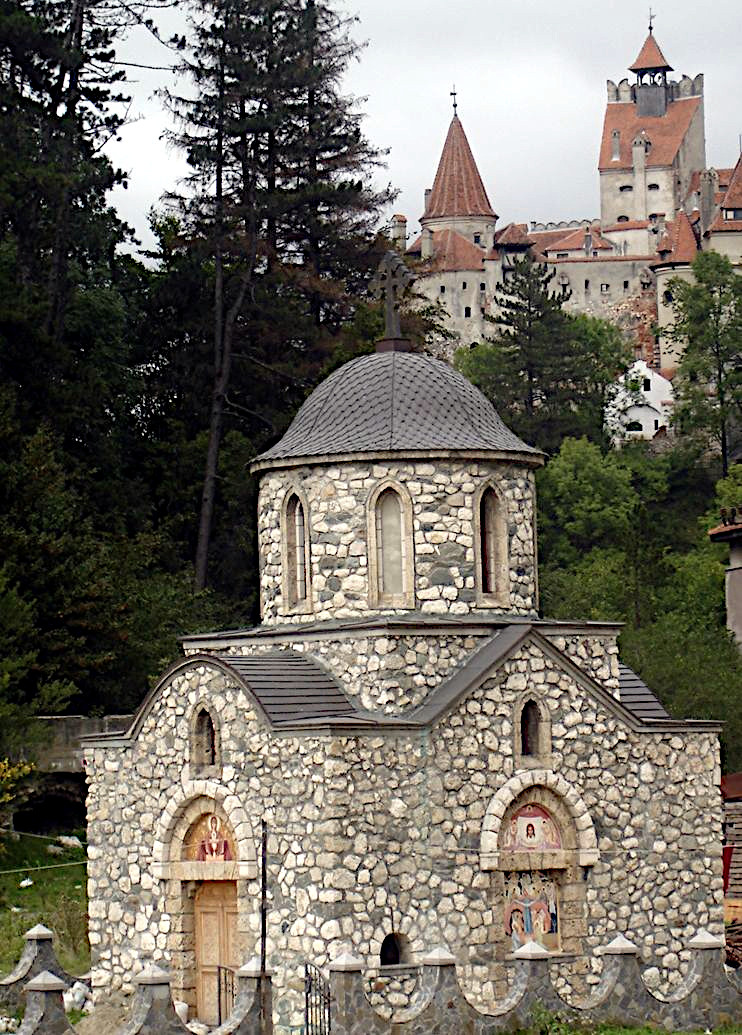
Stella Maris

În Bran se găsește Stella Maris, sau Capela Reginei, o copie a capelei de la Balcic, construită la Bran de prințesa Ileana a României pentru a adăposti vasul cu inima reginei Maria a României, vas ce a fost adus în România după ce Cadrilaterul a fost cedat Bulgariei, în 1940. Capela din Bran a fost renovată și resfințită în anul 2005.
Aici se află Parcul etnografic Bran.

## Orașe înfrățite
În toamna anului 2006, primarii din Bran și Balcic au semnat actele prin care cele două localități s-au înfrățit.